# Лісовська Анастасія Леонідівна
Лісовська Анастасія Леонідівна (нар. 14 листопада 1991, Київ) — акторка Львівського академічного драматичного театру імені Лесі Українки та Незалежного театру «Gershom».

## Біографія
Народилася 14 листопада 1991 року в Києві. У 2008 році закінчила Київську середню загальноосвітню школу № 218. Шість років займалася в дитячому театрі «Спалах», що мало вплив на остаточний вибір професії. Вступила до Київського торговельно-економічного університету, але не закінчила його, у зв’язку з вступом на акторське відділення. 
Протягом 2012-2017 роках — студентка Львівського національного університету ім. І. Франка, спеціальність «Акторка театру та кіно» (курс Стефанова Олега Дмитровича). 
По закінченню університету два місяці працювала в Львівському академічному духовному театрі «Воскресіння». 
З листопада 2017 року працює у Львівському академічному драматичному театру імені Лесі Українки. 

## Акторські роботи в театрах
Львівський академічний драматичний театр імені Лесі Українки
- 2015 — Душа, Ворона, Лірник, «Великий льох» та «Декамерон» (реж. Євген Худзик);
- 2017 — Сестра Скружда, Марта, Злодійка, вистава для всієї родини «Різдвяна історія» (реж. Олена Апчел);
- 2018 — Лисичка, алегорична комедія «боженька» (реж. Ігор Білиць).

Незалежний театр «Gershom»
- 2017 — «Чужинець на чужині» (реж. Сет Баумрін);
- 2017 — Бессі, «Пробудіться та співайте» (реж. Сет Баумрін);
- 2018 — Анна, Пепер Вайт, Баркер, «Золотий хлопчик» (реж. Сет Баумрін).

## Фільмографія
- 2018 — короткометражний фільм «Система координат» (реж. Мирослава Клочко).

## Участь в незалежних проектах
- 2013 — Мама, сценічне читання п’єси Віри Маковій «Перетоплений віск» (реж. Віра Маковій);
- 2014 — Випускниця, «Диплом» (реж. Сашко Брама);
- 2016 — участь у першому етапі польсько-українського проекту «Мапи страху/Мапи ідентичност»;
- 2017 — документальний проект Сашка Брами «Осінь на Плутоні»;
- 2017 — вистава «Сад», копродукція британського режисера та драматурга Джека Кловера і Першої сцени сучасної драматургії «Драма.UA»;
- 2017 — Лисичка, перформативне читання «Боженька» на Першій сцені сучасної драматургії «Драма. UA» (реж. Ігор Білиць).

## Участь у фестивалях і проектах
- 2013 — Фестиваль театрального мистецтва «Мрій-дім», студентська вистава «Іліада» за Гомером (Прилуки, Україна);
- 2014 — Фестиваль театрального мистецтва «Мрій-дім», студентські вистави «Близнюки» за Т. Шевченком, «Байки» за Езопом (Прилуки, Україна);
- 2016 — Gershom: Stranger In A Strange Land. Алегорія про глобальну міграцію. Вистава за підсумками майстер-класу під керівництвом команди Subpoetics;
- 2016 — Фестиваль театрального мистецтва «Мрій-дім», студентська вистава «Дай серцю волю» за Марком Кропивницьким (Прилуки, Україна);
- 2016 — брала участь у польсько-українському проекті театру «Брама»;
- 2016 — брала участь у фестивалі «ГаліціяКульт» (м. Харків, Україна) з виставою «Осінь на Плутоні»;
- 2016 — брала участь у фестивалі «Кіт Гаватовича», вистава «Великий Льох» за Тарасом Шевченком (Львів, Україна);
- 2016 — «Чужинець на чужині» (реж. Сет Баумрін) (м. Ополе, Польща);
- 2017 — «Осінь на Плутоні» Сашка Брами (м. Чернівці, Україна);
- 2017 — Фестиваль театрального мистецтва «Мрій-дім», студентська вистава «Золотий хлопчик» (Прилуки, Україна);
- 2017 — учасниця фестивалю «Rabotage», м. Семюр-ан-Осуа (Франція).